# Stiftelsen Stora Kopparberget

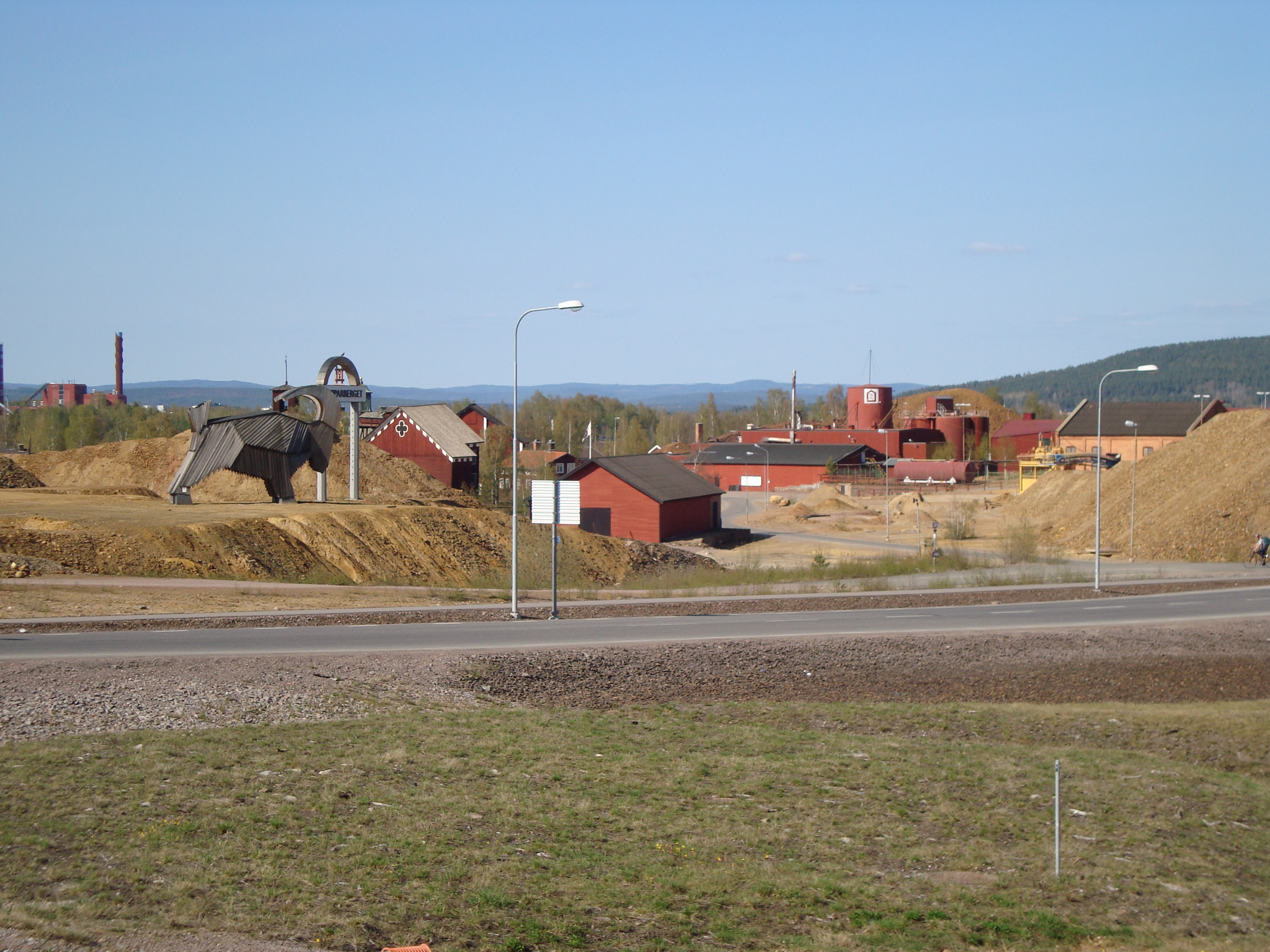
Stiftelsen Stora Kopparbergets rödfärgsfabrik

Stiftelsen Stora Kopparberget är en svensk stiftelse som äger, vårdar och bevarar de industrihistoriskt intressanta områdena i Falu kommun där gruvbrytning och malmbrytning pågått sedan tidig medeltid i Stora Kopparbergs regi.
Stiftelsens verksamhet består av Falu koppargruva som besöksgruva, gruvmuseum, konferensanläggning, världsarvshus innehållande reception och butik med hantverk och hemslöjd, hantverksby med ett antal olika hantverkare samt uthyrning av fastigheter och försäljning av rödfärgsråvara till Falu Rödfärg.
Stiftelsen äger dessutom industrihistoriska byggnader i Falun och omkringliggande orter som Åg, Vintjärn, Svartnäs och Korså bruk.
Stiftelsen tillkom år 1999 på initiativ av STORA som numera tillsammans med finska Enso utgör skogskoncernen Stora Enso.